# لودویگ ترپته
لودویگ ترپته (آلمانی: Ludwig Trepte؛ زادهٔ ۱۷ مهٔ ۱۹۸۸) هنرپیشه اهل آلمان است.
وی بازیگر فیلم‌هایی همچون فاجعه - یک نسل‌کشی، آلمان ۸۶، هشدار برای کبرا ۱۱ و پرونده‌ای برای دو نفر اشاره کرد.